# Hanna Slak
Hanna Slak, także Hanna Antonina Wójcik-Slak, Hanna AW Slak (ur. 1975 w Warszawie) – słoweńska reżyserka, scenarzystka, artystka multimedialna i poetka.

## Biografia
Hanna Antonina Wójcik-Slak urodziła się w 1975 r. w Warszawie, dorastała w ówczesnej Jugosławii. Jej rodzicami są Hanna Preuss reżyserka dźwięku i Francis Slaka słoweński filmowiec. W 1998 r. rozpoczęła studia literatury porównawczej na Uniwersytecie Lublańskim, a następnie reżyserię filmową w Akademii Teatru Radia Filmu i Telewizji na Uniwersytecie Lublańskim. Studia ukończyła w 2003 r. Od 2007 r. mieszka w Berlinie.
Slak jest jedną z pierwszych kobiet-reżyserek w kinie słoweńskim. Zadebiutowała w 2002 r. jako reżyserka pełnometrażowego filmu fabularnego Zaćma (Slepa pega), który zdobył kilka międzynarodowych nagród, w tym Nagrodę Jury Ekumenicznego i Nagrodę Don Kichota na Festiwalu Filmowym w Cottbus. W 2003 r. zasiadła w Jury Wettbewerb Kurzfilm podczas 12. Festiwalu Filmowym w Cottbus. W 2005 r. wzięła udział w wydarzeniu Master Classes, organizowanym przez Europejską Akademię Filmową, podczas którego współtworzyła wyreżyserowany przez z Mike’a Figgisa film Co/Ma. Kolejno wyreżyserowała pełnometrażowe filmy: Teah (2007), Górnik (Rudar, 2017), Ani słowa (Kein Wort, 2023), a także filmy dokumentalne i eksperymentalne krótkometrażówki. Za swoją twórczość jako reżyserka, scenarzysta i montażystka otrzymała ponad 20 nagród filmowych. Górnik był słoweńskim zgłoszeniem do Oscara w kategorii film nieanglojęzyczny w 2018 r. Otrzymał też Wyróżnienie Jury Ekumenicznego na 33. Warszawskim Międzynarodowym Festiwalu Filmowym. W 2023 r. film Ani słowa zdobył Nagrodę Jury Ekumenicznego na 39. Warszawskim Międzynarodowym Festiwalu Filmowym.

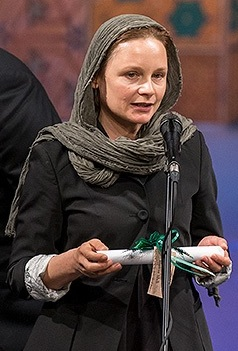
Hanna Slak, Fajr International Film Festival, 2018

Zajmuje się również projektowaniem i produkcją scenografii multimedialnych. Jej wiersze zostały opublikowane w Słowenii, a sztuki The Test i Must be Alice wystawiono w języku angielskim i niemieckim w Studio Я Teatru Maksyma Gorkiego w Berlinie.

## Filmografia

### Filmy fabularne[15]
- 2003: Zaćma, ory. Slepa pega
- 2004: Desperado Tonic (współreżyseria: Varja Močnik, Boris Petkovič, Zoran Živulović)
- 2007: Teah, ory. Tea
- 2010: Neke druge priče (współreżyseria: Marija Dzidzeva, Ivona Juka, Ana Marija Ross, Ines Tanović)
- 2017: Górnik, ory. Rudar
- 2023: Ani słowa, ory. Kein Wort

### Spektakle telewizyjne[15]
- 1998: Krt pri Savici
- 1999: Ukinjena proga
- 1999: Malo morgen

### Krótkometrażowe filmy dokumentalne i fabularne[15]
- 1997: Brez štroma
- 1998: Zjutro
- 1999: Vrvohodec
- 2000: Predor
- 2013: Screens

### Pełnometrażowe filmy dokumentalne[15]
- 2000: Dvojno življenje
- 2005: Američanke
- 2012: SonoLog